# Kuday
Kuday is een bestuurslaag in het regentschap Bangka van de provincie Bangka-Belitung, Indonesië. Kuday telt 5070 inwoners (volkstelling 2010).